# Port Hadlock-Irondale
Port Hadlock-Irondale – jednostka osadnicza w Stanach Zjednoczonych, w stanie Waszyngton, w hrabstwie Jefferson.